# Circonscription d'Angleterre du Nord-Ouest
Ne doit pas être confondu avec Circonscription Nord-Ouest (Italie) ou Circonscription Nord-Ouest (France).
La circonscription Angleterre du Nord-Ouest est une circonscription du Parlement européen.
Créée en 1999, comme les huit circonscriptions d'Angleterre, elle regroupe les électeurs des comtés du Cheshire, du Cumbria, du Greater Manchester, du Lancashire et du Merseyside. La circonscription correspond à l'Angleterre du Nord-Ouest.
Elle disparaît en 2020 à la suite du retrait du Royaume-Uni de l'Union européenne (Brexit).

## Histoire
La circonscription a été formée à la suite de la European Parliamentary Elections Act 1999, le remplacement d'un certain nombre de circonscriptions uninominales. C'étaient Cheshire East, Cheshire West and Wirral, Cumbria and Lancashire North, Greater Manchester Central, Greater Manchester East, Greater Manchester West, Lancashire Central, Lancashire South, Merseyside East and Wigan, Merseyside West, et quelques parties de Staffordshire West and Congleton.

## Nouveaux membres
| MEPs pour Angleterre du Nord-Ouest à partir de 1999 | MEPs pour Angleterre du Nord-Ouest à partir de 1999 | MEPs pour Angleterre du Nord-Ouest à partir de 1999        | MEPs pour Angleterre du Nord-Ouest à partir de 1999        | MEPs pour Angleterre du Nord-Ouest à partir de 1999        | MEPs pour Angleterre du Nord-Ouest à partir de 1999        | MEPs pour Angleterre du Nord-Ouest à partir de 1999        | MEPs pour Angleterre du Nord-Ouest à partir de 1999 | MEPs pour Angleterre du Nord-Ouest à partir de 1999                        | MEPs pour Angleterre du Nord-Ouest à partir de 1999                        | MEPs pour Angleterre du Nord-Ouest à partir de 1999                        | MEPs pour Angleterre du Nord-Ouest à partir de 1999                        | MEPs pour Angleterre du Nord-Ouest à partir de 1999                        | MEPs pour Angleterre du Nord-Ouest à partir de 1999 | MEPs pour Angleterre du Nord-Ouest à partir de 1999 | MEPs pour Angleterre du Nord-Ouest à partir de 1999 |
| --------------------------------------------------- | --------------------------------------------------- | ---------------------------------------------------------- | ---------------------------------------------------------- | ---------------------------------------------------------- | ---------------------------------------------------------- | ---------------------------------------------------------- | --------------------------------------------------- | -------------------------------------------------------------------------- | -------------------------------------------------------------------------- | -------------------------------------------------------------------------- | -------------------------------------------------------------------------- | -------------------------------------------------------------------------- | --------------------------------------------------- | --------------------------------------------------- | --------------------------------------------------- |
| Élection                                            |                                                     | 1999 (5e législature)                                      |                                                            | 2004 (6e législature)                                      | 2004 (6e législature)                                      | 2004 (6e législature)                                      |                                                     | 2009 (7e législature)                                                      |                                                                            | 2014 (8e législature)                                                      | 2014 (8e législature)                                                      | 2014 (8e législature)                                                      |                                                     | 2019 (9e législature)                               |                                                     |
| MEP Parti                                           |                                                     | Lord Inglewood Conservateur                                |                                                            | John Whittaker UKIP                                        | John Whittaker UKIP                                        | John Whittaker UKIP                                        |                                                     | Paul Nuttall UKIP (2009–2018) Indépendant (2018–2019), Brexit Party (2019) | Paul Nuttall UKIP (2009–2018) Indépendant (2018–2019), Brexit Party (2019) | Paul Nuttall UKIP (2009–2018) Indépendant (2018–2019), Brexit Party (2019) | Paul Nuttall UKIP (2009–2018) Indépendant (2018–2019), Brexit Party (2019) | Paul Nuttall UKIP (2009–2018) Indépendant (2018–2019), Brexit Party (2019) |                                                     | Claire Fox Brexit Party                             |                                                     |
| MEP Parti                                           |                                                     | Den Dover Conservateur (1999–2008) Indépendant (2008–2009) | Den Dover Conservateur (1999–2008) Indépendant (2008–2009) | Den Dover Conservateur (1999–2008) Indépendant (2008–2009) | Den Dover Conservateur (1999–2008) Indépendant (2008–2009) | Den Dover Conservateur (1999–2008) Indépendant (2008–2009) |                                                     | Nick Griffin BNP                                                           |                                                                            | Louise Bours UKIP (2014–2018) Indépendant (2018–2019)                      | Louise Bours UKIP (2014–2018) Indépendant (2018–2019)                      | Louise Bours UKIP (2014–2018) Indépendant (2018–2019)                      |                                                     | Henrik Overgaard-Nielsen Brexit Party               |                                                     |
| MEP Parti                                           |                                                     | Sir Robert Atkins Conservateur                             | Sir Robert Atkins Conservateur                             | Sir Robert Atkins Conservateur                             | Sir Robert Atkins Conservateur                             | Sir Robert Atkins Conservateur                             | Sir Robert Atkins Conservateur                      | Sir Robert Atkins Conservateur                                             |                                                                            | Steven Woolfe UKIP (2014–2016) Indépendant (2016–2019)                     | Steven Woolfe UKIP (2014–2016) Indépendant (2016–2019)                     | Steven Woolfe UKIP (2014–2016) Indépendant (2016–2019)                     |                                                     | David Bull Brexit Party                             |                                                     |
| MEP Parti                                           |                                                     | David Sumberg Conservateur                                 | David Sumberg Conservateur                                 | David Sumberg Conservateur                                 | David Sumberg Conservateur                                 | David Sumberg Conservateur                                 |                                                     | Jacqueline Foster Conservateur                                             | Jacqueline Foster Conservateur                                             | Jacqueline Foster Conservateur                                             | Jacqueline Foster Conservateur                                             | Jacqueline Foster Conservateur                                             |                                                     | Gina Dowding Green                                  |                                                     |
| MEP Parti                                           |                                                     | Jacqueline Foster Conservateur                             |                                                            | Sajjad Karim LD (2004–2007) Con (2007–2019)                | Sajjad Karim LD (2004–2007) Con (2007–2019)                | Sajjad Karim LD (2004–2007) Con (2007–2019)                |                                                     | Sajjad Karim Conservateur                                                  | Sajjad Karim Conservateur                                                  | Sajjad Karim Conservateur                                                  | Sajjad Karim Conservateur                                                  | Sajjad Karim Conservateur                                                  |                                                     | Jane Brophy Libéral Démocrate                       |                                                     |
| MEP Parti                                           |                                                     | Chris Davies Libéral Démocrate                             | Chris Davies Libéral Démocrate                             | Chris Davies Libéral Démocrate                             | Chris Davies Libéral Démocrate                             | Chris Davies Libéral Démocrate                             | Chris Davies Libéral Démocrate                      | Chris Davies Libéral Démocrate                                             |                                                                            | Afzal Khan Travailliste (2014–2017)                                        |                                                                            | Wajid Khan Travailliste (2017–2019)                                        |                                                     | Chris Davies Libéral Démocrate                      |                                                     |
| MEP Parti                                           |                                                     | Terry Wynn Travailliste                                    | Terry Wynn Travailliste                                    | Terry Wynn Travailliste                                    |                                                            | Brian Simpson Travailliste (2006–2014)                     | Brian Simpson Travailliste (2006–2014)              | Brian Simpson Travailliste (2006–2014)                                     |                                                                            | Julie Ward Travailliste                                                    | Julie Ward Travailliste                                                    | Julie Ward Travailliste                                                    | Julie Ward Travailliste                             | Julie Ward Travailliste                             |                                                     |
| MEP Parti                                           |                                                     | Arlene McCarthy Travailliste                               | Arlene McCarthy Travailliste                               | Arlene McCarthy Travailliste                               | Arlene McCarthy Travailliste                               | Arlene McCarthy Travailliste                               | Arlene McCarthy Travailliste                        | Arlene McCarthy Travailliste                                               |                                                                            | Theresa Griffin Travailliste                                               | Theresa Griffin Travailliste                                               | Theresa Griffin Travailliste                                               | Theresa Griffin Travailliste                        | Theresa Griffin Travailliste                        |                                                     |
| MEP Parti                                           |                                                     | Gary Titley Travailliste                                   | Gary Titley Travailliste                                   | Gary Titley Travailliste                                   | Gary Titley Travailliste                                   | Gary Titley Travailliste                                   | Siège aboli                                         | Siège aboli                                                                | Siège aboli                                                                | Siège aboli                                                                | Siège aboli                                                                | Siège aboli                                                                | Siège aboli                                         | Siège aboli                                         | Siège aboli                                         |
| MEP Parti                                           |                                                     | Brian Simpson Travailliste                                 | Siège aboli                                                | Siège aboli                                                | Siège aboli                                                | Siège aboli                                                | Siège aboli                                         | Siège aboli                                                                | Siège aboli                                                                | Siège aboli                                                                | Siège aboli                                                                | Siège aboli                                                                | Siège aboli                                         | Siège aboli                                         | Siège aboli                                         |

| \| \| Clé des Groupe politique du Parlement européen (UK)[6] \| v · d · m \| | \| \| Clé des Groupe politique du Parlement européen (UK)[6] \| v · d · m \| | \| \| Clé des Groupe politique du Parlement européen (UK)[6] \| v · d · m \| | \| \| Clé des Groupe politique du Parlement européen (UK)[6] \| v · d · m \| | \| \| Clé des Groupe politique du Parlement européen (UK)[6] \| v · d · m \| | \| \| Clé des Groupe politique du Parlement européen (UK)[6] \| v · d · m \| | \| \| Clé des Groupe politique du Parlement européen (UK)[6] \| v · d · m \| |
| Parti                                                                        | Parti                                                                        | Parti                                                                        | Parti                                                                        | Faction au Parlement européen                                                | Faction au Parlement européen                                                | Faction au Parlement européen                                                |
| ---------------------------------------------------------------------------- | ---------------------------------------------------------------------------- | ---------------------------------------------------------------------------- | ---------------------------------------------------------------------------- | ---------------------------------------------------------------------------- | ---------------------------------------------------------------------------- | ---------------------------------------------------------------------------- |
|                                                                              | Brexit Party                                                                 | 29                                                                           | 29                                                                           |                                                                              | Non-inscrits                                                                 | 57                                                                           |
|                                                                              | DUP                                                                          | 1                                                                            | 1                                                                            |                                                                              | Non-inscrits                                                                 | 57                                                                           |
|                                                                              | Libéral Démocrate                                                            | 16                                                                           | 17                                                                           |                                                                              | Renew Europe                                                                 | 108                                                                          |
|                                                                              | Alliance                                                                     | 1                                                                            | 17                                                                           |                                                                              | Renew Europe                                                                 | 108                                                                          |
|                                                                              | Green                                                                        | 7                                                                            | 11                                                                           |                                                                              | Groupe des Verts/Alliance libre européenne                                   | 75                                                                           |
|                                                                              | SNP                                                                          | 3                                                                            | 11                                                                           |                                                                              | Groupe des Verts/Alliance libre européenne                                   | 75                                                                           |
|                                                                              | Plaid Cymru                                                                  | 1                                                                            | 11                                                                           |                                                                              | Groupe des Verts/Alliance libre européenne                                   | 75                                                                           |
|                                                                              | Travailliste                                                                 | 10                                                                           | 10                                                                           |                                                                              | Socialistes et Démocrates                                                    | 154                                                                          |
|                                                                              | Conservateur                                                                 | 4                                                                            | 4                                                                            |                                                                              | Conservateurs et réformistes européens                                       | 62                                                                           |
|                                                                              | Sinn Féin                                                                    | 1                                                                            | 1                                                                            |                                                                              | Groupe de la Gauche au Parlement européen                                    | 41                                                                           |
| Total                                                                        | Total                                                                        | 73                                                                           | 73                                                                           | Total                                                                        | Total                                                                        | 750                                                                          |
|                                                                              | Clé des Groupe politique du Parlement européen (UK)                          | v · d · m                                                                    |                                                                              |                                                                              |                                                                              |                                                                              |

## Résultats des élections
Les candidats élus sont indiqués en gras. Entre parenthèses indiquent le nombre de votes par siège.

### 2019

Résultats de 2019

| Élections européennes de 2019: North West England | Élections européennes de 2019: North West England | Élections européennes de 2019: North West England                                                                                    | Élections européennes de 2019: North West England | Élections européennes de 2019: North West England | Élections européennes de 2019: North West England |
| Liste                                             | Liste                                             | Candidats | Votes                                             | %                                                 | ±                                                 |
| ------------------------------------------------- | ------------------------------------------------- | --- | ------------------------------------------------- | ------------------------------------------------- | ------------------------------------------------- |
|                                                   | Brexit                                            | Claire Fox (1) Henrik Overgaard-Nielsen (4) David Bull (7) Gary Harvey, Ajay Jagota, Elizabeth Babade, Sally Bate, John Banks        | 541,843 (180,614)                                 | 31,23                                             | Nouveau                                           |
|                                                   | Travailliste                                      | Theresa Griffin (2) Julie Ward (6) Wajid Khan, Erica Lewis, David Brennan, Claire Cozler, Saf Ismail, Yvonne Tennant                 | 380,193 (190,096)                                 | 21,91                                             | –11.94                                            |
|                                                   | Libéral Démocrate                                 | Chris Davies (3) Jane Brophy (8) Helen Foster-Grime, Anna Fryer, Sam Al-Hamdani, Rebecca Forrest, John Studholme, Freddie van Mierlo | 297,507 (148,753)                                 | 17,15                                             | +11.14                                            |
|                                                   | Green                                             | Gina Dowding (5) Wendy Kay Olsen, Jessica Northey, Geraldine Coggins, Rosie Mills, Astrid Johnson, Daniel Jerrome, James Booth       | 216,581                                           | 12,48                                             | +5.47                                             |
|                                                   | Conservateur                                      | Sajjad Karim, Kevin Beaty, Jane Howard, Arnold Saunders, Wendy Maisey, Thomas Lord, Anthony Pickles, Attika Choudhary                | 131,002                                           | 7,55                                              | –12.51                                            |
|                                                   | UKIP                                              | Adam Richardson, Jeff Armstrong, Fiona Mills, Nathan Ryding, Michael Felse, Ben Fryer, John Booker, Alexander Craig                  | 62,464                                            | 3,60                                              | –23.86                                            |
|                                                   | Change UK                                         | Andrea Cooper, Dan Price, Arun Banerji, Michael Taylor, Philippa Olive, Victoria Desmond, Andrew Graystone, Elisabeth Knight         | 47,237                                            | 2,72                                              | Nouveau                                           |
|                                                   | Indépendant                                       | Tommy Robinson | 38,908                                            | 2,24                                              | Nouveau                                           |
|                                                   | Démocrates anglais                                | Stephen Morris, Valerie Morris | 10,045                                            | 0,58                                              | –0.53                                             |
|                                                   | UKEU                                              | Sophie Larroque | 7,125                                             | 0,41                                              | Nouveau                                           |
|                                                   | Indépendant                                       | Mohammad Aslam | 2,002                                             | 0,12                                              | Nouveau                                           |
| Participation                                     | Participation                                     | Participation | 1 744 858                                         | 33,11                                             | –0.39                                             |

### 2014

Résultats de 2014

| Élections européennes de 2014: North West England (résultats) | Élections européennes de 2014: North West England (résultats) | Élections européennes de 2014: North West England (résultats)                                                                         | Élections européennes de 2014: North West England (résultats) | Élections européennes de 2014: North West England (résultats) | Élections européennes de 2014: North West England (résultats) |
| Liste                                                         | Liste                                                         | Candidats | Votes                                                         | %                                                             | ±                                                             |
| ------------------------------------------------------------- | ------------------------------------------------------------- | --- | ------------------------------------------------------------- | ------------------------------------------------------------- | ------------------------------------------------------------- |
|                                                               | Travailliste                                                  | Theresa Griffin, Afzal Khan, Julie Ward, Wajid Khan, Angeliki Stogia, Steve Carter, Pascale Lamb, Nick Parnell                        | 594,063 (198,021)                                             | 33,9                                                          | +13.5                                                         |
|                                                               | UKIP                                                          | Paul Nuttall, Louise Bours, Steven Woolfe, Shneur Odze, Lee Slaughter, Simon Noble, Peter Harper, John Brian Stanyer                  | 481,932 (160,644)                                             | 27,5                                                          | +11.7                                                         |
|                                                               | Conservateur                                                  | Jacqueline Foster, Sajjad Karim, Kevin Beaty, Deborah Dunleavy, Joe Barker, Daniel Hamilton, Chris Whiteside, James Walsh             | 351,985 (175,993)                                             | 20,1                                                          | −5.5                                                          |
|                                                               | Green                                                         | Peter Cranie, Gina Dowding, Laura Bannister, Jill Perry, John Knight, Ulrike Zeshan, Lewis Coyne, Jake Welsh                          | 123,075                                                       | 7,0                                                           | −0.7                                                          |
|                                                               | Libéral Démocrate                                             | Chris Davies, Helen Foster-Grime, Jo Crotty, Qassim Afzal, Jane Brophy, Sue McGuire, Gordon Lishman, Neil Christian                   | 105,487                                                       | 6,0                                                           | −8.3                                                          |
|                                                               | BNP                                                           | Nick Griffin, Dawn Charlton, Clive Jefferson, Eddy O'Sullivan, Simon Darby, Kay Pollitt, Derek Adams, David O'Loughlin                | 32,826                                                        | 1,9                                                           | −6.1                                                          |
|                                                               | Independence from Europe                                      | Helen Bashford, Gill Kearney, Pauline Penny, Kay Bashford, Faye Raw, Lorna Markovitch, Jennie Ransome, Jill Stockdale                 | 26,731                                                        | 1,5                                                           | New                                                           |
|                                                               | Démocrates anglais                                            | Stephen Morris, Paul Rimmer, Derek Bullock, Paul Whitelegg, Steve McEllenborough, Laurence Depares, Valarie Morris, Anthony Backhouse | 19,522                                                        | 1,1                                                           | −1.3                                                          |
|                                                               | Pirate                                                        | Maria Aretoulaki, George Walkden, Jack Allnutt                                                                                        | 8,597                                                         | 0,5                                                           | Nouveau                                                       |
|                                                               | NO2EU                                                         | Roger Bannister, George Waterhouse, Jacqueline Grunsell, John Metcalfe, George Tapp, Mark Rowe, James Healy, Kevin Morrison           | 5,402                                                         | 0,3                                                           | −1.1                                                          |
|                                                               | Socialist Equality                                            | Chris Marsden, Julie Hyland, Robert Skelton, Lucy Warren, Mark Dowson, Ajitha Gunaratne, Danny Dickinson, Joe Heffer                  | 5,067                                                         | 0,3                                                           | Nouveau                                                       |
| Participation                                                 | Participation                                                 | Participation | 1 754 687                                                     | 33,5                                                          | +1.8                                                          |

### 2009
| Élections européennes de 2009: North West England, | Élections européennes de 2009: North West England, | Élections européennes de 2009: North West England,                                                                          | Élections européennes de 2009: North West England, | Élections européennes de 2009: North West England, | Élections européennes de 2009: North West England, |
| Liste                                              | Liste                                              | Candidats | Votes                                              | %                                                  | ±                                                  |
| -------------------------------------------------- | -------------------------------------------------- | --- | -------------------------------------------------- | -------------------------------------------------- | -------------------------------------------------- |
|                                                    | Conservateur                                       | Sir Robert Atkins, Sajjad Karim, Jacqueline Foster Alex Williams, Greg Morgan, Tony Samuels, Peter Wilding, Andrew Large    | 423,174 (141,058)                                  | 25,6                                               | +1.4                                               |
|                                                    | Travailliste                                       | Arlene McCarthy, Brian Simpson Theresa Griffin, Stephen Carter, Jane Clarke, Riaz Ahmed, Claire Reynolds, Brian Boag        | 336,831 (168 415,5)                                | 20,4                                               | −7.0                                               |
|                                                    | UKIP                                               | Paul Nuttall Michael McManus, Graham Cannon, Nigel Brown, Hilary Jones, Philip Griffiths, Fred McGlade, Terry Durrance      | 261,740                                            | 15,8                                               | +4.1                                               |
|                                                    | Libéral Démocrate                                  | Chris Davies Helen Foster-Grime, Sue McGuire, Qassim Afzal, Neil Corlett, Mark Clayton, Stephen Cooke, Peter Hirst          | 235,639                                            | 14,3                                               | −1.6                                               |
|                                                    | BNP                                                | Nick Griffin Martin Wingfield, Steve Greenhalgh, Edward O'Sullivan, Jean Purdy, Michael Elliot, Derek Adams, Gary Aronsson  | 132,194                                            | 8,0                                                | +1.6                                               |
|                                                    | Green                                              | Peter Cranie, Maria Whitelegg, Ruth Bergan, Samir Chatterjee, Jill Perry, Justine Hall, Margaret Westbrook, Geoff Smith     | 127,133                                            | 7,7                                                | +2.1                                               |
|                                                    | Démocrates anglais                                 | Ed Abrams, Stephen Morris, Robert Logan, Derek Grue, Anthony Justice, Maurice Brookes, Valerie Morris, Ken Walters          | 40,027                                             | 2,4                                                | +0.8                                               |
|                                                    | Socialiste Travailliste                            | Billy Kelly, Stephen Whatham, Kai Andersen, Ronald Waugh, Dot Kelly, Lynton Bennett, Dot Entwistle, Michael Perry           | 26,224                                             | 1,6                                                | Nouveau                                            |
|                                                    | Christian                                          | Hans-Christian Raabe, Jill McLachlan, John Manwell, Maria Overend, Clive Morrison, Bob Ralph, Carol Jules, David Lee Martin | 25,999                                             | 1,6                                                | Nouveau                                            |
|                                                    | NO2EU                                              | Roger Bannister, Les Skarrot, Craig Johnston, Alec McFadden, Steve Radford, Lynn Worthington, John Metcalfe, Harry Smith    | 23,580                                             | 1,4                                                | Nouveau                                            |
|                                                    | Jury Team                                          | Krishnamurty Tayya, Graham Ross, Carl Birchall, William Brotherston, Mary Strickland, Michael Hale                          | 8,783                                              | 0,5                                                | Nouveau                                            |
|                                                    | Libertas                                           | Benjamin Caraduc Tallis, Anthony Butcher, Paul Dabrowa, William Westall, Liam Hemmings, John Humberstone, Michael O'Reilly  | 6,980                                              | 0,4                                                | Nouveau                                            |
|                                                    | Indépendant                                        | Francis Apaloo | 3,621                                              | 0,2                                                | Nouveau                                            |
| Participation                                      | Participation                                      | Participation | 1 651 825                                          | 31,7                                               | −9.2                                               |

### 2004
| Élections européennes de 2004: North West England | Élections européennes de 2004: North West England | Élections européennes de 2004: North West England | Élections européennes de 2004: North West England | Élections européennes de 2004: North West England | Élections européennes de 2004: North West England |
| Liste                                             | Liste                                             | Candidats | Votes                                             | %                                                 | ±                                                 |
| ------------------------------------------------- | ------------------------------------------------- | --- | ------------------------------------------------- | ------------------------------------------------- | ------------------------------------------------- |
|                                                   | Travailliste                                      | Gary Titley, Arlene McCarthy, Terry Wynn Brian Simpson, Theresa Griffin, Rosie Cooper, Albert Catterall, Rupa Huq, Ebrahim Adia                         | 576,388 (192 129,33)                              | 27,4                                              | −7.1                                              |
|                                                   | Conservateur                                      | Den Dover, David Sumberg, Sir Robert Atkins Jacqueline Foster, David Newns, Alfred Doran, Eveleigh Dutton, Leslie Byrom, James Mawdsley                 | 509,446 (169 815,33)                              | 24,2                                              | −11.2                                             |
|                                                   | Libéral Démocrate                                 | Chris Davies, Sajjad Karim Helen Flo Clucas, Qassim Afzal, Stan Collins, Allison Seabourne, Paula Keaveney, Neil Corlett, Alison Firth                  | 335,063 (167 531,5)                               | 15,9                                              | +4.2                                              |
|                                                   | UKIP                                              | John Whittaker Gregg Beaman, John Browne, Gerald Kelley, Alan Weddell, Stephen Roxborough, Richard Buttrey, Graham Cannon, Roy Hopwood                  | 257,158                                           | 11,7                                              | +5.1                                              |
|                                                   | BNP                                               | Nick Griffin, Martin Wingfield, Anthony Jones, Patricia Thomson, David Joines, Ralph Ellis, Richard Chadfield, Anita Corbett, Barry Birks               | 134,959                                           | 6,4                                               | +5.1                                              |
|                                                   | Green                                             | John Whitelegg, Gina Dowding, Spencer Fitz-Gibbon, Kay Roney, Peter Cranie, Vernon Marshall, Vanessa Hall, Kenneth McIver, James Craig                  | 117,393                                           | 5,6                                               | 0.0                                               |
|                                                   | Libéral                                           | Steve Radford, David Green, Hazel Williams, Philip Burke, Christopher Lenton, Christopher Barnes, Michael Butler, Robin Radnell, Daniel Wood            | 96,325                                            | 4,6                                               | +2.4                                              |
|                                                   | Démocrates anglais                                | Christine Constable, Mark Wheatley, Julia Howman, Stephen Pipe, Lauren Spratt, Phillip Evans, Robert Abrams                                             | 34,110                                            | 1,6                                               | Nouveau                                           |
|                                                   | Respect                                           | Michael Lavalette, Ahmed Hadi, Sabiha Vorajee, Alexander McFadden, Stephen Metcalfe, Madeline Heneghan, Richard Searle, Edna Greenwood, Susan Mary Bond | 24,636                                            | 1,2                                               | Nouveau                                           |
|                                                   | Countryside                                       | Rodney Black, Richard Malbon, Richard Ormrod, Kevin Tomkinson                                                                                           | 11,283                                            | 0,5                                               | Nouveau                                           |
|                                                   | ProLife Alliance                                  | Fiona Pinto, Julia Millington, Kathleen Delarmi, Rosanne Allen, Fiona Daly                                                                              | 10,084                                            | 0,5                                               | Nouveau                                           |
|                                                   | Indépendant                                       | Ronald Alan Neal | 8,318                                             | 0,4                                               | Nouveau                                           |
| Participation                                     | Participation                                     | Participation | 2 115 163                                         | 40,9                                              | +21.2                                             |

### 1999
| Élections européennes de 1999: North West England | Élections européennes de 1999: North West England | Élections européennes de 1999: North West England | Élections européennes de 1999: North West England | Élections européennes de 1999: North West England | Élections européennes de 1999: North West England |
| Liste                                             | Liste                                             | Candidats | Votes                                             | %                                                 | ±                                                 |
| ------------------------------------------------- | ------------------------------------------------- | --- | ------------------------------------------------- | ------------------------------------------------- | ------------------------------------------------- |
|                                                   | Conservateur                                      | Lord Inglewood, Sir Robert Atkins, David Sumberg, Den Dover, Jacqueline Foster David Newns, Andrew Reid, Leslie Byrom, Christopher Lynch, Paul Brierley   | 360,027 (72 005,4)                                | 35,4                                              |                                                   |
|                                                   | Travailliste                                      | Arlene McCarthy, Gary Titley, Terry Wynn, Brian Simpson Tony Cunningham, Mark Hendrick, Ruth Turner, Claire Nangle, Michael Ward, Theresa Griffin         | 350,511 (87 627,75)                               | 34,5                                              |                                                   |
|                                                   | Libéral Démocrate                                 | Chris Davies Flo Clucas, Tim Farron, Patsy Calton, Roger Putnam, Yasmin Zalzala, Kiron Reid, Kate Fletcher, Mark Clayton, Jackie Pearcey                  | 119,376                                           | 11,7                                              |                                                   |
|                                                   | UKIP                                              | John Whittaker, Gerald Kelley, Roger Bullock, Gordon Black, Mona McNee, Mark Adams, Valerie Cowell, Graham Cannon, Alan Weddell, John Tomlin              | 66,779                                            | 6,6                                               |                                                   |
|                                                   | Green                                             | John Whitelegg, Spencer Fitz-Gibbon, Chris Busby, Robin Field, Lance Crookes, Gina Dowding, Julian Parry, Geoffrey Nicholls, Jenny Jones, Joy Hogg        | 56,828                                            | 5,6                                               |                                                   |
|                                                   | Libéral                                           | Michael Meadowcroft, Steve Radford, David Green, Philip Burke, Gary Copeland, Colin Paisley, Hazel Williams, Susan Ashton, Alison Micklem, Paul Woodruff  | 22,640                                            | 2,2                                               |                                                   |
|                                                   | BNP                                               | Christian Jackson, Roger Wood, David Blezard, Michael Cope, Mark Dodd, Lee Barnes, Anthony Hodson, William Hitches, Brian Winn, Geoffrey Barnes           | 13,587                                            | 1,3                                               |                                                   |
|                                                   | Socialiste Travailliste                           | William Kelly, Gias Choudhury, Alec McFadden, Lynne Lowe, Ali Mehmood, James Hackett, Steven Wynn, Jim Dooher, Michael Perry, Terence Cullen              | 11,338                                            | 1,1                                               |                                                   |
|                                                   | Pro-Euro Conservateur                             | Andrew Pearce, Janet Terras, Paul Bennetts, Andrew Zsigmund, Edward Pearce, Jane Baines, Tim Coppinger, Graham Perkins, Linda Callaghan, Barry Hardcastle | 9,816                                             | 1,0                                               |                                                   |
|                                                   | Anti-Corruption Pro-Family Christian Alliance     | David Braid | 2,251                                             | 0,2                                               |                                                   |
|                                                   | Natural Law                                       | John Collins, Dinah Grice, Peter Leadbetter, Deborah Wright, William Hite, Bryan Irving, Bibette Leadbetter, Simon Cohen, Geoffrey Gay, Anne Marie Scott  | 2,114                                             | 0,2                                               |                                                   |
|                                                   | English Independent Humanist Party                | Douglas Firkin-Flood | 1,049                                             | 0,1                                               |                                                   |
|                                                   | Weekly Worker                                     | John Pearson, Roger Harper, Philip Watson, Stephen Riley, Edward Rowlands, Thomas May, Daniel Hammill, Daniel Bowles                                      | 878                                               | 0,1                                               |                                                   |
| Participation                                     | Participation                                     | Participation | 1 017 194                                         | 19,7                                              |                                                   |